# 24 Sussex Drive

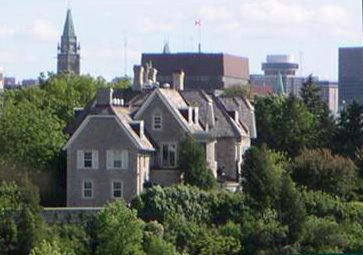
24 Sussex Drive

24 Sussex Drive (auch als Gorffwysfa bekannt, fr. 24, promenade Sussex) ist die offizielle Residenz des kanadischen Premierministers. Es befindet sich in der Hauptstadt Ottawa im Stadtteil New Edinburgh, nördlich der Mündung des Rideau-Flusses in den Ottawa. Erbaut wurde es zwischen 1866 und 1868 von Joseph Merrill Currier. 1950 war Louis Saint-Laurent der erste Premierminister, der hier einzog.

## Geschichte
Erbaut wurde das Haus von 1866 bis 1868 durch Joseph Merrill Currier, einen Sägewerkbesitzer und Abgeordneten im Unterhaus, als Geschenk für seine zukünftige Ehefrau. Er nannte das Haus Gorffwysfa, walisisch für „Ort des Friedens“. Nach Curriers Tod im Jahr 1884 lebte die Witwe weiterhin dort. 1901 gelangte das Haus in den Besitz von William Cameron Edwards, einem Sägereiunternehmer und Politiker, 1926 an dessen Neffen Gordon Edwards.
Bis 1943 hatte die Bundesregierung sämtliche Grundstücke in der Nachbarschaft aufgekauft, um sie vor Spekulation zu schützen. Als letztes blieb 24 Sussex Drive übrig, so dass die Regierung die Zwangsräumung anordnete. Edwards wehrte sich mit juristischen Mitteln dagegen, verlor aber 1946 vor Gericht. Die Regierung war zunächst unschlüssig, was mit dem Haus geschehen sollte, entschloss sich aber 1950 dazu, es zu renovieren und als Residenz für den Premierminister zu nutzen. Ein Jahr später zog Louis Saint-Laurent dort ein. Mit Ausnahme von Kim Campbell lebte jeder nachfolgende Premierminister dort, bis einschließlich Stephen Harper. Nach dessen Auszug wurde das Gebäude schließlich entkernt. Justin Trudeau nutzt das nahe Rideau Cottage als Residenz.  Die Zukunft des Gebäudes ist seit dem unklar.

## Gebäude
24 Sussex Drive ist ein großes Kalksteingebäude mit 34 Zimmern auf vier Etagen. Nebenan befindet sich die französische Botschaft, auf der anderen Straßenseite Rideau Hall, die Residenz des Generalgouverneurs. Das Haus dient fast ausschließlich Wohnzwecken, Büros des Premierministers sind im Centre Block und im Langevin Block auf dem Parlamentshügel; allerdings finden am Sussex Drive manchmal informelle Treffen statt.